# Karen Redman
Karen Redman (née Karen Longo le 8 janvier 1953 à Kitchener, Ontario) est une femme politique canadienne ; elle est actuellement députée à la Chambre des communes du Canada, représentant la circonscription ontarienne de Kitchener-Centre de 1997 à 2008 sous la bannière du Parti libéral du Canada.
Elle a été Whip en chef du gouvernement de 2004 à 2006, et est à présent whip en chef de l'Opposition.